# Крістоф Д'Ене
Крістоф Д'Ене (нід. Kristof D'haene, нар. 6 червня 1990, Кортрейк, Бельгія) — бельгійський футболіст, вінгер клубу «Кортрейк».

## Ігрова кар'єра

### Клубна
Крістоф Д'Ене народився у місті Кортрейк і є вихованцем клубів «Мускрон» та «Брюгге». Але не зміг пробитися в основу і виступав лише в молодіжних командах. У 2010 році Д'Ене підписав контракт з іншим клубом з міста Брюгге - «Серкль» і в серпні того року зіграв першу на професійному рівні. У 2013 році у складі «Серкля» Д'Ене брав участь у фіналі Кубка Бельгії.
Влітку 2015 року футболіст перейшов до клубу «Кортрейк». І вже в липні провів першу гру у новій команді.

### Збірна
У 2011 році Крістоф Д'Ене провів два матчі у складі молодіжної збірної Бельгії.